# WFDC8
WFDC8 (англ. WAP four-disulfide core domain 8) – білок, який кодується однойменним геном, розташованим у людей на довгому плечі 20-ї хромосоми. Довжина поліпептидного ланцюга білка становить 241 амінокислот, а молекулярна маса — 27 824.
| 10         |  | 20         |  | 30         |  | 40         |  | 50         |
| ---------- |  | ---------- |  | ---------- |  | ---------- |  | ---------- |
| MWTVRTEGGH |  | FPLHSPTFSW |  | RNVAFLLLLS |  | LALEWTSAML |  | TKKIKHKPGL |
| CPKERLTCTT |  | ELPDSCNTDF |  | DCKEYQKCCF |  | FACQKKCMDP |  | FQEPCMLPVR |
| HGNCNHEAQR |  | WHFDFKNYRC |  | TPFKYRGCEG |  | NANNFLNEDA |  | CRTACMLIVK |
| DGQCPLFPFT |  | ERKECPPSCH |  | SDIDCPQTDK |  | CCESRCGFVC |  | ARAWTVKKGF |
| CPRKPLLCTK |  | IDKPKCLQDE |  | ECPLVEKCCS |  | HCGLKCMDPR |  | R          |

A: Аланін

C: Цистеїн

D: Аспарагінова кислота

E: Глутамінова кислота

F: Фенілаланін

G: Гліцин

H: Гістидин

I: Ізолейцин

K: Лізин

L: Лейцин

M: Метіонін

N: Аспарагін

P: Пролін

Q: Глутамін

R: Аргінін

S: Серин

T: Треонін

V: Валін

W: Триптофан

Кодований геном білок за функціями належить до інгібіторів протеаз, інгібіторів серинових протеаз. 
Секретований назовні.